# ルイス・ロルダン
ルイス・ロルダン・イバニェス（Luis Roldán Ibáñez、1943年8月16日 - 2022年3月24日）は、スペイン社会労働党（スペイン語: Partido Socialista Obrero Español、以下PSOE（ペソエ））に所属したスペインの政治家。市民警備隊（グアルディア・シビル）の隊長であった1993年に汚職の大スキャンダルが発生し、GAL（反テロリスト解放グループ）事件とともに、1996年スペイン議会総選挙でのPSOEの大敗北に直結した。
渦中にいたロルダンは1994年、犯罪行為の告発を受け、スペインから脱出したが、1995年にバンコクの空港で自首。1996年から1998年にかけて、マドリードの裁判所で裁判を受け、横領、賄賂、脱税、詐欺の罪で懲役28年の判決を言い渡され、後に最高裁判所はこれを31年に延長。1995年2月からアビラ県にある女性刑務所のブリエバ（Brieva）刑務所の男性用隔離区画に収監された。2005年には、2級と3級の間の中間的な規定のもと活動をするために出所が許可された。

## 政治家として
スペイン社会主義労働党（PSOE）と労働組合総連合（Unión General de Trabajadores）の古株であったロルダンは、1982年の総選挙でPSOEが勝利するとナバラ州の政府代表となり、その後1986年になると民間人として初めて国家憲兵隊である「グアルディア・シビル」の指揮官に就任した。
ロルダンの指示の下、グアルディア・シビルでは部隊の近代化につながる大きな改革が行われた。居住用兵舎を改装・新装する計画（多くは非常に劣悪な状態であった）や、他にも初めて女性を任官させたり、海事局の創設、過去の政治捜査の痕跡の抹消、テロ対策と情報サービスの強化がなされ、分離主義グループ「バスク祖国と自由」（ETA）への侵入で大きな成功を収め、1992年3月29日にビダート（Bidart）で同グループの指導者の逮捕作戦などに繋がった。また同時期には下士官を中心に、労働条件の改善、軍備の縮小と民主化を求める内部抗議運動が起こり、秘密組合が形成された。

## 腐敗・逮捕
ロルダンが隊長を務めていたとき、フィリピン製の不良品の9mmパラベラム弾が購入され、これにより軍人が負傷した。1993年、新聞紙の『ディアリオ16（Diario 16）』がルイス・ロルダンの遺産が過度に増加していることに対する最初の疑惑を記事にし、最終的には同年12月3日に解任されるに至った。1994年初頭、続けてロルダンが職権を利用し不正な手段で財を蓄えていたことが発覚し、伴って必然的にロルダンを監視していた内務大臣のアントニー・アスンシオン（Antoni Asunción）が辞任することとなり、ロルダンも国外に逃亡することになった。ロルダンは失踪中、手紙を送り、部分的に罪を認めるとともに、他の内務省高官がテロと麻薬の撲滅のための資金源とされる予約金（fondos reservados）から、対テロ・薬物密売と称して余分に金を受け取ったと告発した。糾弾した人物の中には、前大臣ホセ・ルイス・コルケラ（José Luis Corcuera）も含まれていたが、フェリペ・ゴンサレス首相も「すべてに気づいていた」と非難した。ロルダンは1995年2月27日にバンコクのドンムアン国際空港で逮捕された。ロルダンとPSOE政府は、ロルダンが（脱税なども行っていたが）賄賂と横領の2つのみの罪に問われる代わりに逮捕に応じるという合意に達したと主張した。これらの主張は「ラオス文書」として知られるようになったが、PSOE政府はその真偽を認めようとしなかった。

## 獄中にて、その後
ロルダンはアビラ県のブリエバ（Brieva）の刑務所に送検された。この刑務所は通常、女性犯罪者を収容するためのものであるが、男性が刑期を過ごすことのできる隔離区画を備えている。2005年、日中働くために刑務所から出ることを許されたが、夜には刑務所に戻らねばならなかった。裁判官は、民事手続きによる銀行口座の差し押さえと、スペインで押収した不動産の一部をオークションにかけることで、1,646,845ユーロを調達することに成功した。しかし1993年当時1,000万ユーロに相当する財産の大部分が行方不明となっている。2010年3月19日、15年間の獄中生活を終え、出所した。

## ルイス・ロルダンが登場する作品
2015年、作家のフェルナンド・サンチェス・ドラゴ（Fernando Sánchez Dragó）は、本人協力のもとロルダンの架空の伝記を発表した。 また、マヌエル・セルダン（Manuel Cerdán）の著書『Paesa, el espía de las mil caras』は、2016年の映画『スモーク・アンド・ミラーズ 1000の顔を持つスパイ（英題：Smoke & Mirrors、原題：El hombre de las mil caras）』の原作となり、ロルダンは俳優カルロス・サントス（Carlos Santos (actor)）が演じている。